# راديال
 راديال ( بالإنجليزية: Radiall) هي شركة تقوم بتصميم وتطوير وتصنيع الموصلات والمكونات المرتبطة بها للاستخدام في التطبيقات الإلكترونية. تقدم الشركة مكونات التوصيل البيني ، بما في ذلك موصلات الترددات الراديوية / المحورية وتجميعات الكابلات والهوائيات وموصلات الألياف البصرية وتجميعات الكابلات ومكونات الميكروويف وتجميعات الكابلات ومبدلات الميكروويف والموصلات المتعددة. وهي تخدم أسواق الطيران والدفاع والصناعات والأجهزة والاتصالات والفضاء والأسواق الطبية. تقوم الشركة بتسويق منتجاتها في جميع أنحاء العالم من خلال شبكة من الوكلاء والموزعين.
شارك في تأسيسها إيفون ولوسيان جاتاز في عام 1952 ، ويقع مقرها الرئيسي في باريس ، فرنسا. في عام 2018 ، بلغت إيرادات راديال 357 مليون يورو.

## المواقع
يقع مقر راديال في فرنسا مع مراكز الخبرة ومواقع التصنيع في 3 قارات و 13 دولة. توجد مصانع راديال 9 في الولايات المتحدة والمكسيك وفرنسا والصين والهند. يتم تحقيق أكثر من 87٪ من المبيعات خارج فرنسا.

## روابط خارجية
- موقع راديال